# Sahar Nasr

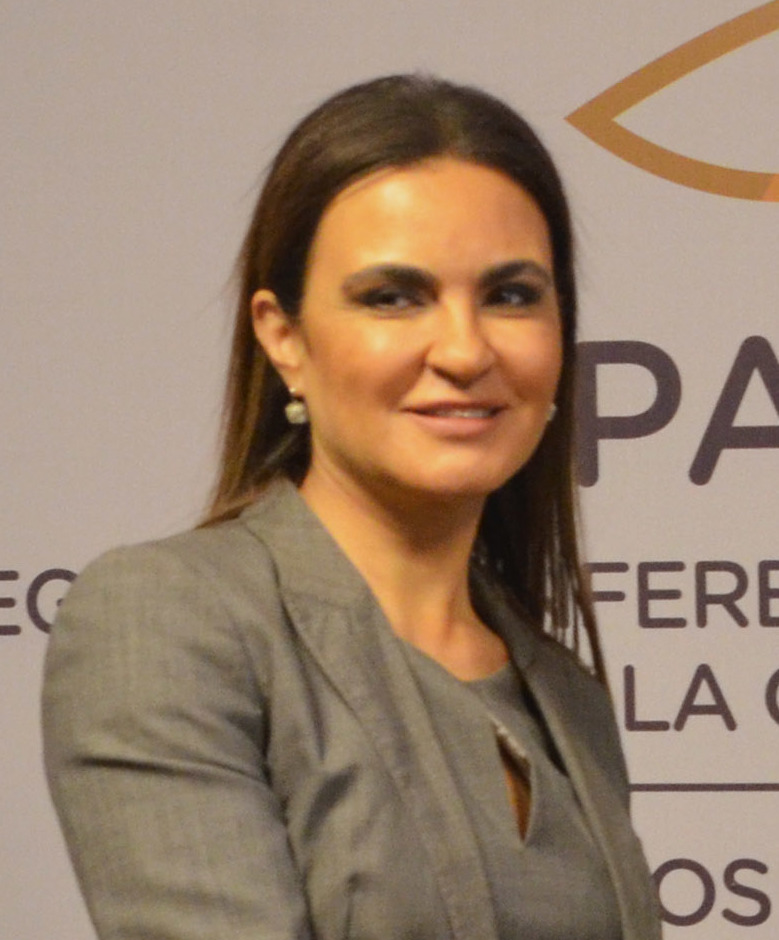
Sahar Nasr (2019)

Sahar Nasr (arabisch سحر نصر, DMG Saḥar Naṣr; * 1964) ist eine ägyptische Politikerin. Sie war vom 14. Juni 2018 bis zum 22. Dezember 2019 Ministerin für Investitionen und internationale Zusammenarbeit im Kabinett Madbuli.

## Leben
Nasr schloss 1985 ihr Studium der Wirtschaftswissenschaften an der American University ab und erwarb 1990 einen Master-Abschluss. In den Jahren von 1993 bis 1995 arbeitete sie in der United States Chamber of Commerce von Ägypten. In den Jahren 1995 und 1996 war sie Leiterin des Privatisierungsprojekts der Wirtschaftsprüfungsgesellschaft Arthur Andersen. In den Jahren von 2002 bis 2011 war sie außerordentliche Professorin in der Abteilung für Wirtschaftswissenschaften der British University in Egypt. In den Jahren von 1996 bis 2014 war sie führende Expertin, Chefvolkswirtin, Koordinatorin und Regionaldirektorin des Weltbankfonds.
In den Jahren von 2015 bis 2019 arbeitete sie als Ministerin für Investitionen und internationale Zusammenarbeit in der ägyptischen Regierung.